# Piggybacking (připojení k Internetu)
Piggybacking je v informatice označení bezdrátového připojení k Internetu prostřednictvím jiného účastníka, avšak bez jeho výslovného svolení. Jde o kontroverzní praxi, která je v různých státech řešena právním řádem různě. V některých zemích je piggybacking zcela zakázán nebo regulován, zatímco v jiných zemích je povolen.
Připojení člověka k Internetu pomocí bezdrátové Wi-Fi sítě prostřednictvím poskytovatele (providera), která toto připojení otevřeně poskytuje (například hotel nebo kavárna), není považováno za piggybacking. Piggybacking provozuje ten, kdo není zákazníkem zmíněného poskytovatele nebo ten, kdo je k takové síti připojen na větší vzdálenost (z místa mimo areál poskytovatele).

## Vznik
Tato metoda se stala běžnou praxí v 21. století s příchodem bezdrátového připojení k Internetu a bezdrátových přístupových bodů na veřejně přístupných místech. Zatímco lidé s bydlištěm přímo u podniků majících nezabezpečené Wi-Fi připojení se mohou připojit přímo z domova, jiní to zvládnou třeba i z parkoviště u podniku. Když podnik nemá Wi-Fi zabezpečenou heslem, není k tomu třeba ani hlubší znalosti připojení.

## Důvody použití
Existuje mnoho důvodů, proč vlastně uživatelé internetu piggybacking provozují. Největším důvodem jsou náklady na služby spojené pořízením a provozem internetu. Mnozí uživatelé, kteří si měsíční platby za internetové služby mohou dovolit, ale používají Internet jen zřídka, prostě jen využijí připojení souseda nebo blízkého obchodu. Nejčastější uživatelé této metody jsou lidé kteří mají předplacené služby, ale jsou daleko od domova.
Často uživatel získá přístup k síti zcela náhodou, protože přístupové body sítě a počítačové bezdrátové karty, jsou navrženy tak, aby se dalo snadno připojit ve výchozím nastavení. Tato metoda se v méně častých případech používá jako prostředek pro nelegální činnosti např. krádež identity nebo stahování dětské pornografie. Pokud pachatel použil piggybacking, je těžší takového člověka vypátrat.
Síťoví vlastníci nechávají své sítě nezajištěné z různých důvodů. Buď se chtějí o své připojení k Internetu podělit se svými sousedy a veřejností nebo prostě jen nevědí o možných nebezpečích. V některých zemích je však zabezpečení bezdrátových sítí vyžadováno zákonem. I tam kde to není zákonem požadováno, může pronajímatel jako podmínku pronájmu uvést zabezpečení bezdrátové sítě.

## Zabezpečení
Nejlepším bezpečnostním opatřením proti je zabezpečení bezdrátové sítě. Existuje mnoho druhů zabezpečení, které se liší podle způsobu a účinnosti:

### Skrytí SSID
Nejjednodušší, ale neefektivní metodou zabezpečení bezdrátové sítě, je skrytí SSID (identifikátoru bezdrátové sítě). Přístupový bod poté nevysílá broadcast obsahující SSID, čímž se porušuje norma. Tato metoda poskytuje velmi malou ochranu proti většině útoků, protože je možné SSID velmi jednoduše odposlechnout (přenáší se v otevřené formě).

### Filtrování MAC adres
Jedna z nejjednodušších technik je povolení přístupu pouze předem schváleným MAC adresám. Většina přístupových bodů obsahuje filtr MAC adres. Vzhledem k tomu, že se přenášené MAC adresy nijak nešifrují, může je útočník jednoduše odposlechnout a následně naklonovat na svoji síťovou kartu. Poté se může vydávat za libovolného klienta a přístup mu je povolen.

### Statické IP adresy
Přístupové body většinou klientům přidělují IP adresy pomocí DHCP. Vyžadování ručního nastavení IP adresy klientem ztíží průnik do sítě méně sofistikovaným útočníkům, ale poskytuje malou ochranu proti zkušeným vetřelcům.

### WEP
WEP (Wired Equivalent Privacy) je původní šifrovací standard pro bezdrátové sítě, který byl ale v srpnu 2001 prolomen. Na nových zařízeních je stále podporován, ale je doporučováno používat WPA2.

### WPA
Wi-Fi Protected Access, tj. chráněný přístup k Wi-Fi (WPA a WPA2) jsou bezpečnostní protokoly, které řeší problémy WEP. Pokud je použito slabé heslo, jako slovníková fráze, nebo kratší řetězec, může být WPA a WPA2 prolomeno. Při použití dostatečně dlouhých hesel (např. 14 náhodných písmen) nebo passphrase (např. 5 náhodně zvolených slov) je předsdílená fráze (PSK – pre-shared key) prakticky neprolomitelná. Druhá generace WPA bezpečnostního protokolu (WPA2) je založena na konečném IEEE 802.11i dodatku ke standardu 802.11 a je v souladu se standardem FIPS 140-2. Podle těchto šifrovacích schémat může kterýkoliv klient, který zná šifrovací klíč, číst síťový provoz.
WPA (Wi-Fi Protected Access) je softwarové/firmwarové vylepšení protokolu WEP. Všechny bezdrátová zařízení, která uměly pracovat s WEPem je možné jednoduše upgradovat a není potřeba kupovat žádné nové vybavení. WPA je odvozená od 802.11i bezpečnostního standardu, který byl vyvinut pracovní skupinou IEEE 802.11, aby nahradil WEP. Šifrovací protokol TKIP byl vyvinut pro WPA, aby poskytnul vylepšení pro WPA, které může být implementováno jako upgrade firmwaru existujících 802.11 zařízení. WPA profil také volitelně podporuje algoritmus CCMP, který je preferován v 802.11i a WPA2.

### Zabezpečení pomocí 802.11X
IEEE 802.1X je IEEE Standard, který zajišťuje ověření identity uživatele pomocí RADIUS serveru (typicky jméno+heslo). Využívá šifrování WPA nebo WPA2 s protokolem EAP. Na straně klienta zajišťuje autentizaci suplikant (např. wpa supplicant).